# Lomo de Las Bodegas
Lomo de Las Bodegas, o simplemente Las Bodegas, es una entidad de población perteneciente administrativamente al distrito de Anaga del municipio de Santa Cruz de Tenerife, en la isla de Tenerife —Canarias, España—.
Se trata de un pequeño caserío del macizo de Anaga, donde se encuentran la Reserva Natural Integral de Ijuana y la playa de Antequera.
Este caserío, junto con Chamorga, La Cumbrilla y Las Casillas, forma la zona conocida como Punta de Anaga. 

## Toponimia
El nombre del caserío se debe a que los frecuentes asaltos piratas de los siglos xvi y xvii obligaron a construir las bodegas lejos de la costa.

## Características
Se encuentra situado en la vertiente más oriental del macizo de Anaga, a 31 kilómetros del casco urbano de Santa Cruz de Tenerife y a una altitud media de 530 m s. n. m.
Las viviendas se levantan sobre un agudo lomo en la parte alta del valle de Anosma. 
El caserío posee una ermita, una plaza pública y un cementerio.
En su paisaje destaca la elevación rocosa conocida como Roque de La Cumbrilla, así como los barrancos de Anosma e Ijuana.
A lo largo de su litoral se encuentran las playas de Anosma, Ijuana, Antequera y Zápata, a las que solo se puede acceder a pie o en barco.

## Demografía
| Año        | 2000 | 2001 | 2002 | 2003 | 2004 | 2005 | 2006 | 2007 | 2008 | 2009 | 2010 | 2011 | 2012 | 2013 | 2014 | 2015 | 2016 | 2017 |
| ---------- | ---- | ---- | ---- | ---- | ---- | ---- | ---- | ---- | ---- | ---- | ---- | ---- | ---- | ---- | ---- | ---- | ---- | ---- |
| Habitantes | 20   | 20   | 21   | 18   | 18   | 23   | 21   | 22   | 22   | 22   | 22   | 21   | 14   | 16   | 13   | 14   | 13   | 13   |

## Historia

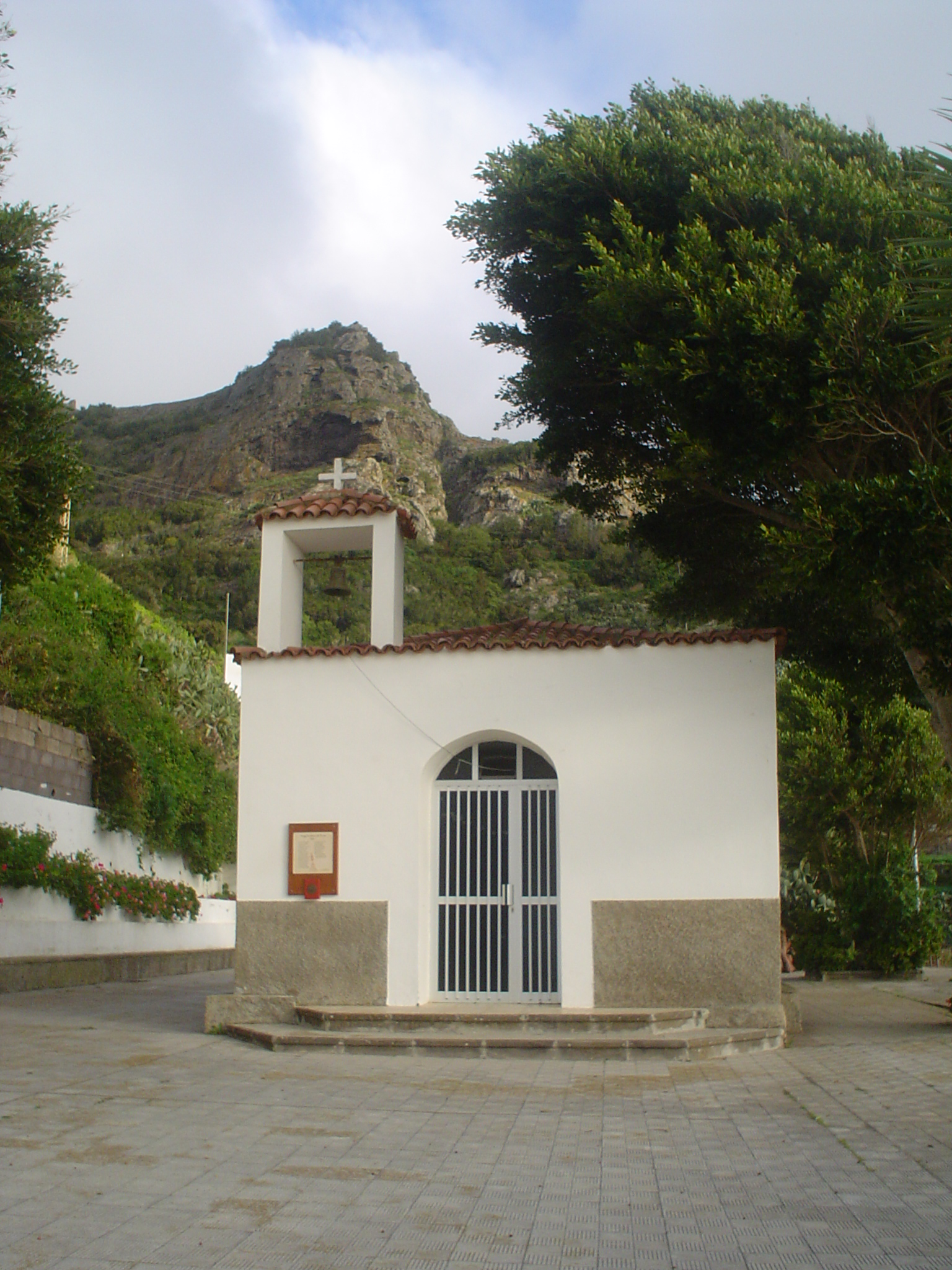
Ermita de Lomo de Las Bodegas.

Los valles que forman Lomo de Las Bodegas estaban habitados por los guanches, tal y como demuestran los hallazgos arqueológicos en la zona, formando parte del menceyato de Anaga.
Terminada la conquista de la isla en 1496 se repartieron tierras en esta zona a colonos, guanches de paces y conquistadores, siendo poblada desde el siglo xvi. 
La ermita de Lomo de Las Bodegas, dedicada a Santiago Apóstol, forma parte de la parroquia de Las Nieves de Taganana y fue edificada en la década de 1930.
El cementerio de Punta de Anaga, situado en el Llano del Bailadero y que da servicio a los caseríos próximos, fue construido por iniciativa vecinal en 1937, ya que con anterioridad sus vecinos debían ir a enterrar a sus fallecidos a Taganana, a más de 15 kilómetros por caminos.
Junto con el resto de caseríos de la zona de Punta de Anaga, Las Bodegas formaba un pago perteneciente a Taganana hasta 1877, en que todos pasan a ser barrios de Santa Cruz de Tenerife, contando a partir de entonces con alcalde pedáneo hasta la década de 1980.
Como el resto de vecinos de Punta de Anaga, los de Las Bodegas utilizaron caminos para comunicarse con el resto de la isla hasta la construcción de la carretera hacia 1970.
La primera escuela del caserío se abrió en la década de 1950, pero fue derribada y suprimida, teniendo los niños del caserío que ir al colegio Ricardo Hodgson Balestrino de Chamorga.
En 1994 Lomo de Las Bodegas pasa a estar incluido en el espacio protegido del parque rural de Anaga.

## Economía
Los habitantes de Lomo de Las Bodegas trabajan en la ciudad, manteniendo una agricultura de subsistencia como complemento a la economía familiar.

## Fiestas
Celebra sus fiestas en honor a Santiago Apóstol en julio.

## Comunicaciones
Se llega al caserío a través de la carretera de Chamorga TF-123.

### Transporte público
En autobús —guagua— queda conectado mediante la siguiente línea de TITSA:
| Línea | Trayecto                                          | Recorrido     |
| ----- | ------------------------------------------------- | ------------- |
| 947   | Santa Cruz - San Andrés - El Bailadero - Chamorga | Horario/Línea |

### Caminos
En Lomo de Las Bodegas se encuentran algunos caminos aptos para la práctica del excursionismo, como el Camino del Barranco de Anosma que desciende por dicho barranco hasta la playa que hay en su desembocadura; o uno de los caminos homologados en la Red de Senderos de Tenerife:
- PR-TF 5 Chamorga - Igueste de San Andrés.[7]

## Galería

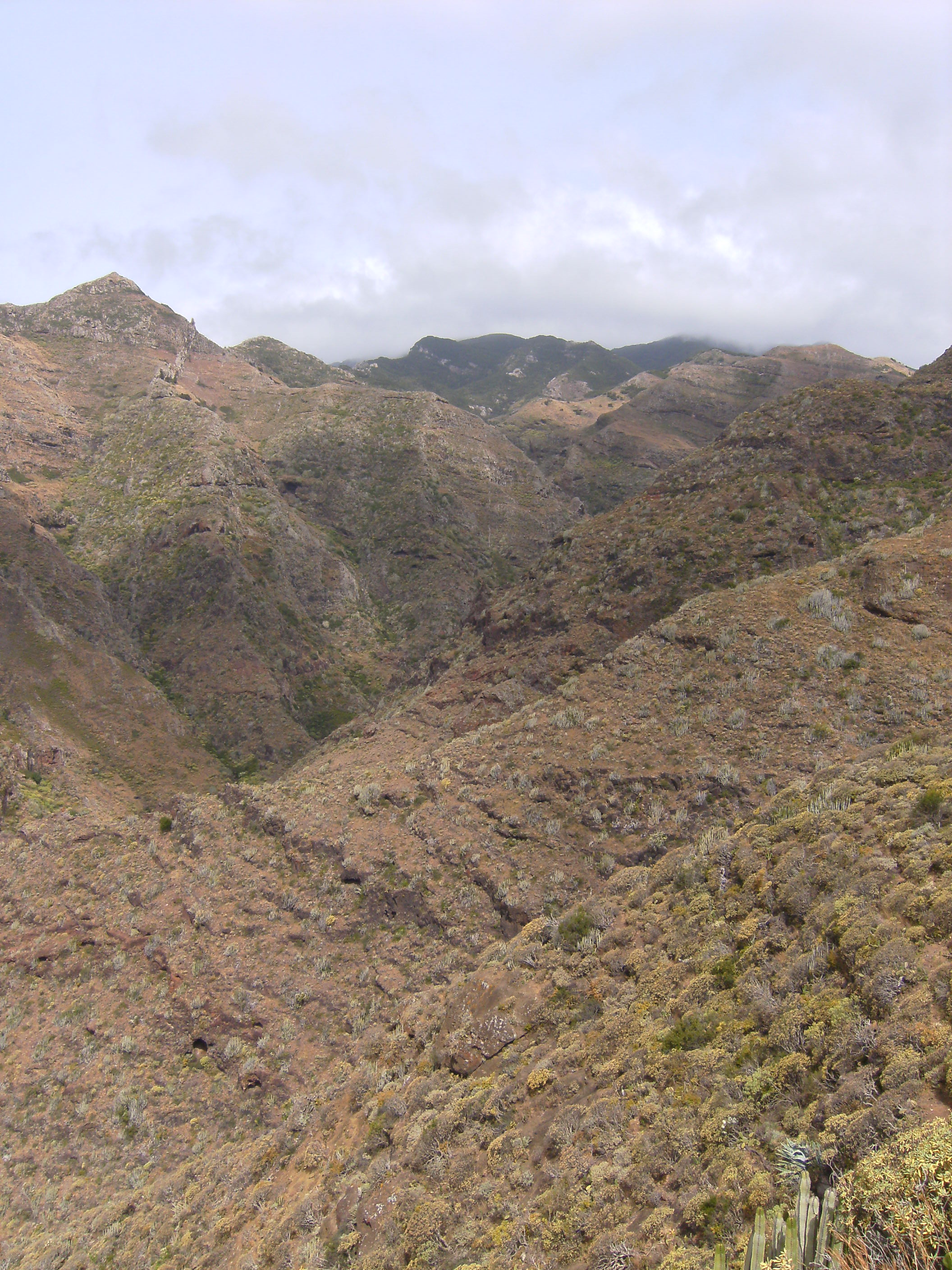
Barranco de Ijuana.
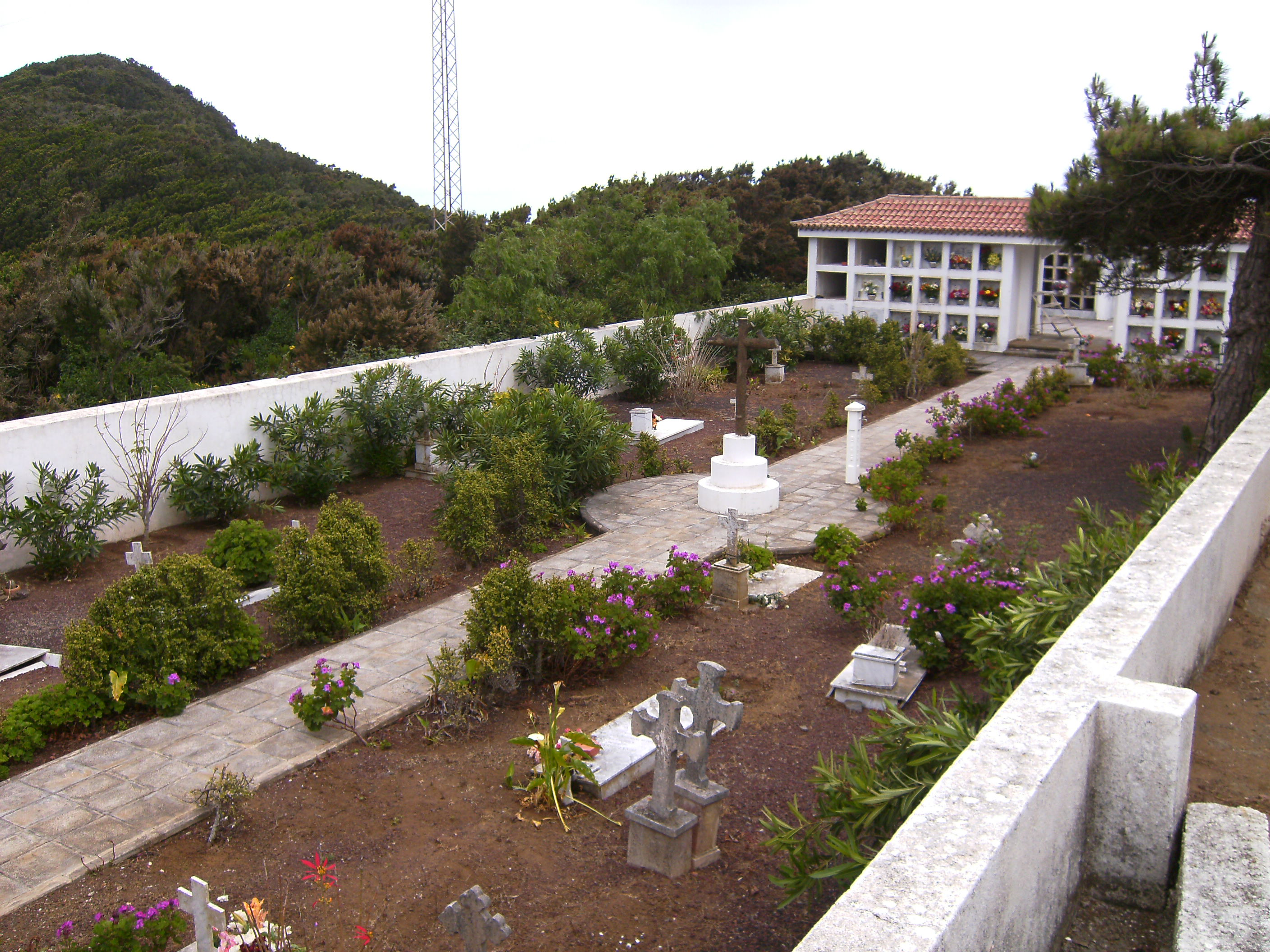
Cementerio de Punta de Anaga.
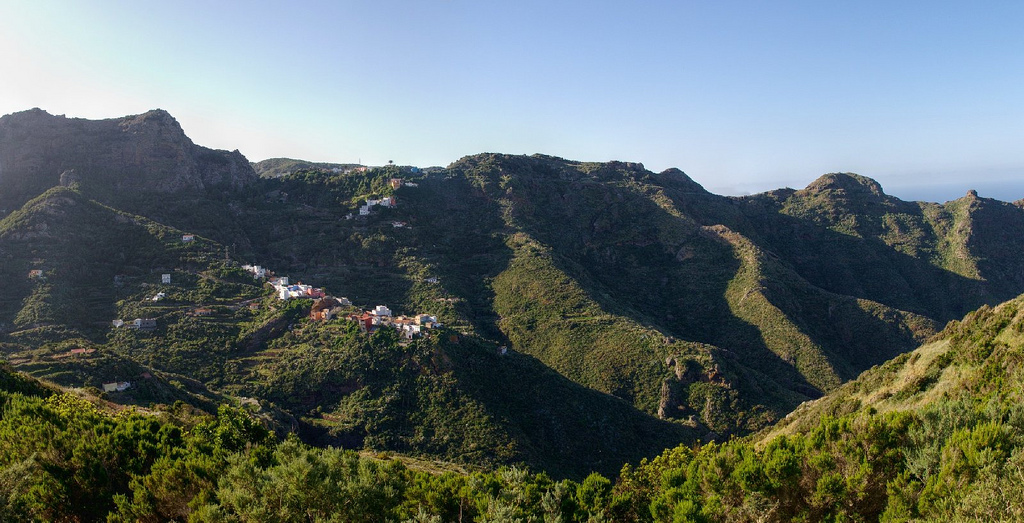
En primer término Lomo de Las Bodegas. A lo lejos La Cumbrilla.